# Corybas diemenicus
Corybas diemenicus là một loài thực vật có hoa trong họ Lan. Loài này được (Lindl.) Rupp mô tả khoa học đầu tiên năm 1928.